# Гертнер, Густав
Густав Гертнер (нем. Gustav Gaertner; 1855—1937) — австрийский медик, патолог и педагог; член Леопольдины.

## Биография
Густав Гертнер родился 28 сентября 1855 года в богемском городе Пардубице (ныне Чехия) в семье фермера Алоиса Гартнера и его жены Жозефины (урождённой Либерман).

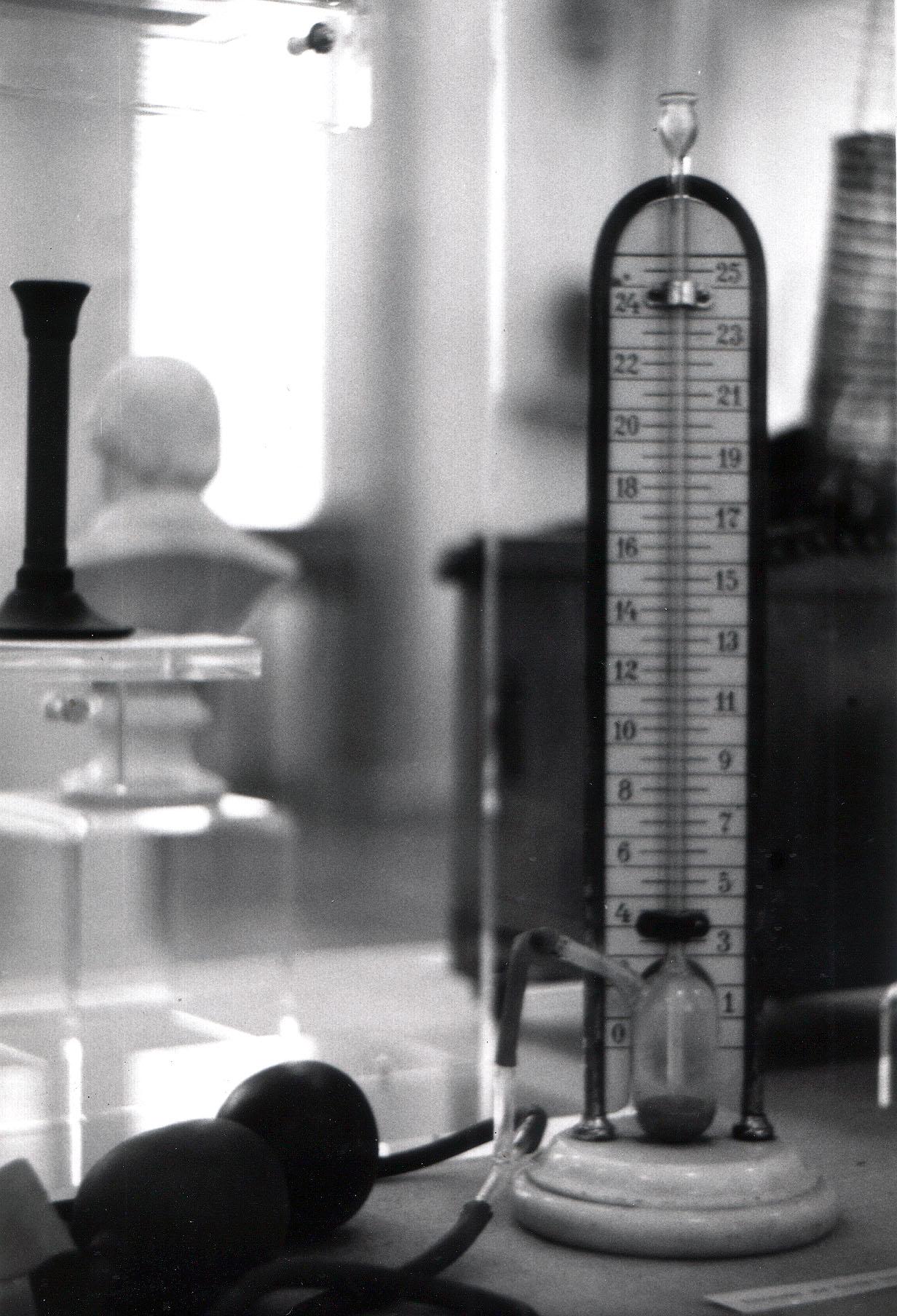
Тонометр Гертнера

Успешно окончил среднюю школу в Кёниггреце (ныне Градец-Кралове); высшее образование Г. Гертнер получил учась на медицинском факультете Венского университета. В 1879 году он получил степень доктора медицины, после чего работал в Вене в качестве помощника-ассистента анатома Саломона Стрикера, а в 1890 году был назначен экстраординарным профессором по кафедре общей и экспериментальной патологии.
Некоторое время он работал в австрийской столице с офтальмологом Карлом Коллером, совместно с которым изучал достоинства и недостатки применения кокаина в качестве анестетика в хирургии глаза.
В 1892 году Гертнер был избран в члены Леопольдины.
Во время Первой мировой войны он вызвался добровольцем в качестве врача и был направлен в один из венских гарнизонных госпиталей, где ему был вверено руководство отделением.
В 1918 году Густав Гертнер стал в альма-матер «полным профессором».
Мировую известность Гертнер приобрел своими работами ο значении электричества в медицине; ему принадлежит честь изобретения многих медицинских инструментов, как, например, тонометр и стетофонометр собственной конструкции. Одновременно с этим он работал в области теоретической медицины и написал ряд «выдающихся» монографий.
Густав Гертнер умер 4 ноября 1937 года в городе Вене.
В 1897 году доктор Гертнер женился на Мелани (урождённая Шалек); в этом браке родились дочь и сын.

## Избранная библиография
- «Ueber eine neue Methode d. elektro-diagnost. Untersuchung».
- «Ueber die elektr. Widerstand d. menschl. Körpers gegenüber Inductionsströmen».
- «Der Kaolin Rheostat».
- «Das elektr. Zweizellenbad».
- «Die Herstellung d. Fettmilch».
- «Ueber eine Verbesserung d. Hämatokrit».
- «Ueber einen neuen Blutdruckmesser (Tonometer)».
- «Ueber die elektr. Erregbarkeit d. Hörnerven» (совместно с Поллаком).
- «Ueber ein neues Instrument zur Intensitätsmessung d. Auscultationsphänomene».